# Distrito Escolar Unificado de San Leandro
El Distrito Escolar Unificado de San Leandro (San Leandro Unified School District, SLUSD) es un distrito escolar de California. Tiene su sede en San Leandro. El distrito gestiona doce escuelas y tiene aproximadamente 8.800 estudiantes. El consejo escolar del distrito tiene un presidente, un vicepresidente, un secretario, cuatro miembros, y un estudiante.

## Escuelas
El distrito gestiona ocho escuelas primarias, dos escuelas medias, una escuela preparatoria, y una escuela preparatoria alternativa.
Escuelas primarias:
- Garfield Elementary
- James Madison Elementary
- Jefferson Elementary
- McKinley Elementary
- Monroe Elementary
- Roosevelt Elementary
- Washington Elementary
- Wilson Elementary

Escuelas medias:
- Bancroft Middle School
- John Muir Middle

Escuelas preparatorias:
- Lincoln Continuation High
- San Leandro High School